# SING/シング
『SING/シング』（原題: Sing）は、2016年のアメリカ合衆国のコンピュータアニメーション・ミュージカル・コメディ映画。
イルミネーションが製作し、同名のシリーズの第1作目である。監督・脚本はガース・ジェニングス、共同監督はクリストフ・ルードレが務め、マシュー・マコノヒー、リース・ウィザースプーン、セス・マクファーレン、スカーレット・ヨハンソン、ジョン・C・ライリー、トリー・ケリー、タロン・エガートン、ニック・クロールらが声を担当した。擬人化された動物たちが住む世界を舞台に、劇場を救うために歌のコンテストを開催する劇場の経営者バスター・ムーンと、コンテストの出場者が出場を通じて徐々に不満や悩みに満ちた人生を変えていく様を描いている。
有名アーティストの楽曲を60曲以上使用しており、そのほとんどがダイジェストで演奏されている。また、スティーヴィー・ワンダーとアリアナ・グランデによるオリジナル曲「Faith」が収録されており、ゴールデングローブ賞主題歌賞にノミネートされている。2016年9月11日にトロント国際映画祭で上映され、12月3日にマイクロソフト・シアターでプレミア上映、12月21日に全米公開された。概ね好評を博し、全世界で6億3,400万ドルの興行収入を記録した。
2021年12月22日には、続編となる『SING/シング: ネクストステージ』（原題: Sing 2）が公開された。

## あらすじ
コアラのバスター・ムーンは、6歳の頃に父に連れられてみたショーの舞台に魅せられ、宇宙飛行士の夢を捨てて劇場主となった。
しかしヒット作を打つことも満足に出来ず、前の公演の関係者への賃金の支払いも滞り、銀行からも返済を迫る連絡が入り続けるという有様で、のっぴきならない現状に立たされていた。そんな中、バスターは新たな劇場の目玉として、賞金1000ドルで歌のオーディションを行うことにする。ところが、劇場事務員のミス・クローリー（イグアナ）の手違いにより、賞金「10万ドル」と記載されたポスターがバスターのチェックを経ずに街中へばらまかれてしまう。
翌日、街中から大勢の動物が集まる。オーディションを通過し、最終的にステージに上がることとなったのは、主婦のロジータ（ブタ）、窃盗団のボスビッグ・ダディの息子ジョニー（ゴリラ）、ストリートミュージシャンのマイク（ネズミ）、彼氏のランスとバンド活動をしているパンクロッカーのアッシュ（ヤマアラシ）であった。しかし、本番の曲目や衣装は全てムーンの独断で決められ、各々戸惑いを見せる。その最中、バスターは賞金が誤って10万ドルと記載されていたことを知り、自力では用意できない大金を工面すべく、大金持ちの息子で友人のエディ（ヒツジ）と共にエディの祖母を訪ねる。エディの祖母は、バスターが劇場主を志すきっかけとなった大物舞台女優ナナ・ヌードルマンだった。バスターは何とかナナをリハーサルを見に劇場へ来る約束を取り付けることに成功する。
一方、オーディションに合格した面々もそれぞれの悩みや苦悩、トラブルを抱えていた。アッシュはランスの浮気現場に遭遇し、別れを告げるも落ち込む。ロジータはペアに充てられたブタのダンサー・グンターと相性が合わず自信を無くし、練習と家事との両立にも悩む。ジョニーは練習に参加したいあまりビッグ・ダディの窃盗計画を台無しにしてしまい、逮捕、収監されたビッグ・ダディから絶縁を宣言される。マイクは自分が賞金を得ると信じて疑わず、10万ドルをダシに銀行でカードを作りカジノで遊びほうけていたもののイカサマがばれ、クマのゴロツキに追われる身となってしまう。恥ずかしがり屋なゾウの少女ミーナは、自身の性格が災いしてオーディションで歌うことができず、再審査を求めてバスターを訪ねるが、結局任されたのは機器を操作する舞台係であった。
バスターはエディ、ミーナと共に舞台の床とホリゾントを巨大水槽にするという大改装を行い、そこに雇ったホタルイカを踊らせるという演出を施す。やがてリハーサル当日を迎え、エディと共にロイヤルシートに招かれたナナはその新たな演出に目を奪われる。だがマイクの出番になったところで彼を追っていたクマたちがステージへ乱入し、バスターたちが止めに入るも賞金が入っているとされる宝箱が開けられてしまい、10万ドルが準備されていなかったことが皆の前で露呈されてしまう。さらに重量オーバーで床の水槽に亀裂が走り、やがてものすごい勢いで水が流れ出し、やがて劇場は濁流に呑まれ水没、完全に崩壊する。幸い死傷者は出なかったものの、劇場が建っていた土地は銀行に差し押さえられてしまった。
劇場も自宅も失ったバスターは意気消沈し、エディの部屋に引きこもる。皆がそんなバスターを心配して声をかけるが、楽天家のバスターもさすがに落ち込み、心無い言葉で皆を傷付けてしまう。その後バスターはミス・クローリーと共に父と同じ職業の洗車屋を始め、エディも手伝う。そんなある日、バスターの耳に素晴らしい歌声が届いた。バスターは洗車の手を止めて歌の聞こえる劇場跡の廃墟へと向かう。そこにいたのはヘッドホンをして無心に歌うミーナであった。ミーナの歌に心を揺さぶられたバスターは、崩れ落ちた劇場のガレキを撤去し、仮設の野外劇場を作ってそこで改めて公演を行うことを決意する。
劇場を崩壊させた元支配人の無謀な企画に、テレビのニュース番組が冷やかし半分にカメラを回し生中継を始める。ほぼ出演者の身内や関係者のみでボチボチと埋まった客席の中、トップバッターのグンターとロジータは息の合ったキレのあるダンスと歌で盛り立てる。最初は馬鹿にしていたニュース放送も、演者のパフォーマンスのクオリティの高さにキャスターも引き込まれ、さらにニュースを見た者たちがどんどん劇場に集まり、やがて場内は満席となっていく。収監先のテレビでジョニーが歌っているところを見たビッグ・ダディは息子の歌の素晴らしさに感動し、ジョニーに会うために刑務所を抜け出し、絶縁の撤回を告げて和解し抱きしめ合う。アッシュの出番では銀行員ジュディスが公演を中止させようと伴奏の電源を切ってしまうものの、アッシュは足を踏みならしビートを取りながらギター1本で歌を熱唱し、大歓声を浴びる。無報酬ということで出演を止める気だったマイクも、街中でテレビ中継に熱中する観衆の様子にプロの意地を見せてやると意気込み小半と舞台に立つ。トリに抜擢されたのはミーナは最初はこそ緊張で足を踏み出すことができなかったものの、バスターに「歌って(Sing)」と励まされたことで決意と共に歌い出し、大喝采を浴びる。彼女を見下して馬鹿にしていたマイクは彼女の歌声に感動し素直な態度で脱帽して彼女を認め、客席にいたナナも笑顔で拍手を送った。
その後、ナナが土地を買い取り劇場が再建され、歓声を浴びながら劇場は再びオープンした。

## 登場キャラクター
バスター・ムーン (Buster Moon)
コアラの男性。劇場の支配人。6歳の頃に洗車屋を営む父に連れて行ってもらった劇場で著名な女優ナナ・ヌードルマンの演技に魅了され、宇宙飛行士の夢を捨てて父の援助で劇場を購入し、経営者となる。しかし、目玉となる演目も打ち出せず、給料や劇場の維持費の支払い、銀行への返済もままならないほどの経営難に陥っている。
楽天的な性格だが、さすがに自分の失態で劇場の崩壊と差し押さえという事態に陥った際は深く落胆しており、マスコミに面白おかしく書き立てられたことで再起することへの恐れすらも抱くようになってしまう。
ミーナからかつて彼女にかけた言葉で励まされるも拒絶し、自分自身への皮肉も交えた心無い言葉で才能がないと言い切り彼女を怒らせてしまう。その後、洗車屋を始めた際に劇場の跡地で独り歌うミーナの歌声を耳にして感動し、彼女を再び誘い、劇場の跡地でもう1度公演を開こうと決心する。
ジョニーの弾き語りの才能を見出して評価するなど見る目は確かだが、本人の意向を無視して自分の意図通りのパフォーマンスをするように言いつけることもあったりと少々強引なところがある。また何かと友達のエディに頼りがちで、劇場を失った後は彼の家で暮らす。
ロジータ (Rosita)
ブタの主婦。普段から夫のノーマンや25人の子供の世話に手を焼いている。練習に参加すべく家事が決まったルーティンで動いていることを利用して、家に設置したからくり装置で家事を済まそうと試みる。しばらくは順調であったが、アクシデントによりからくり装置が一部壊れ、装置の動きがルーティンとズレてしまい失敗に終わる。見た目のインパクトがないとしてバスターによりグンターと組まされるが、グンターのようにダンスがうまく踊れず苦悩する。
マイク (Mike)
ネズミの男性。ストリートミュージシャンとして生計を立てており、音楽院出身ということもあって演奏、歌唱共にプロ並みだが、その経歴とネズミゆえの体格のコンプレックスも合わさってプライドが高く、自分よりも大きい相手に対しては常に居丈高で見下したような態度を取る。通行人から受け取った投げ銭も金額が気に入らなければすぐに癇癪を起こし、相手を口汚く罵ることすら厭わないなど身勝手な性格で、更に自分が誰よりも優れていると信じ、常に自分が上に立っていると疑わない慢心の持ち主。
そうした性格ゆえに自分が賞金10万ドルを獲得するのだと信じて疑わず、賞金の入手を当て込んで同額の金をキャッシュして豪遊した挙句イカサマのギャンブルに手を染め、激怒した対戦相手の乱入を招いて舞台を滅茶苦茶にする等、常にトラブルを巻き込む厄介者である。
オーディション合格メンバー中最も大柄な体格でシャイな性格のミーナのことを特に見下しており、最初のオーディションではもじもじして歌えない彼女を容赦なく追い払ったり面と向かって嫌味を言うなどの意地悪な振る舞いをしていたが、野外コンサートで彼堂々と歌を披露する彼女を見た時は素直に感動し、言葉ではなく態度(脱帽)で認めた。その後、追いかけてきた追手から逃げ出し、駆けつけてきてくれたナンシーと共にどこかへと逃げていった。
アッシュ (Ash)
ヤマアラシの少女。彼氏のランスとパンクロックのバンドを組んでおり、サブボーカルを務めている。気分が盛り上がるとリードボーカルのランスの歌が掻き消えるほどの歌声で目立ってしまうため、ランスによく注意される。
オーディションではアッシュのみが合格してしまったためすれ違いが生じ、ランスの浮気が発覚した末に別れる。バスターからは年相応のティーンエイジャーらしいポップスを歌うよう指示されるが、パンクロッカーであるため納得できないでいる。ランスの浮気発覚後はその悲しみを振り切るため曲作りを始める。
ランス達を追い出した際に浮気相手のベティが落としていったサングラスをパフォーマンスに利用している。
エディ (Eddie)
ヒツジの男性でナナ・ヌードルマンの孫。裕福な家庭で子供の頃から甘やかされ、過保護に育てられてきた。そのため、親からの自立を促すべく自宅の離れに部屋を与えられている。友人に対しては情が厚く、バスターが窮地に立たされた時にはいつも手助けをする。
ジョニー (Johnny)
ゴリラの少年で盗賊団の長ビッグ・ダディの息子。ステージではピアノでの弾き語りをするようバスターに指示される。
父からは窃盗団の長として後を継ぐことを期待されていたが、金塊の強奪計画で逃走車の運転手を任されるもリハーサルの日と重なってしまい、待機中にステージの練習へ行った結果、父達は逃走に失敗し逮捕され、刑務所の面会時に激怒した父から絶縁を宣言されてしまう。保釈のための金を得ようと賞金の入った箱を盗み出そうとするが、その下に敷かれたオーディション選考のメモ紙からバスターが自身を「生まれながらの歌手」と評価してくれていたことを知って思いとどまり、ピアノの練習に専念する。その後、野外劇場のコンサートで素晴らしいパフォーマンスを披露し、刑務所の部屋の中のテレビで息子の姿を見て胸打たれ脱獄してきた父と和解した。
ミーナ (Meena)
ゾウの少女。祖父や母からは歌の実力を認められており、本人も歌うことへの意欲はアるものの極度の恥ずかしがり屋な性格。
オーディションに出るもののシャイな性格が災いしてまともに歌えないまま後に控えたマイクに追い払われる形で失敗してしまう。祖父や母に背中を押される形で何とかバスターに話を付けるが、バスターは彼女の話を聞かず、結局裏方として舞台係を務めることとなる。その後カエル3人組が脱退したことにより出場権を得るが、直後に劇場が崩壊してしまう。落ち込んだバスターを、かつて彼からかけてもらった励ましの言葉で元気付けるも拒絶され、自分たちが恐怖を抱く理由はお互いに才能がないからなんだと自虐交じりの心無い言葉を投げつけられ、激怒して出ていく。その後、劇場跡地でヘッドホンをかけながら歌っていたところ、彼女の歌声に聞きほれたバスターに改めて舞台で歌ってくれないかと誘われ、共に奮起する。
ナナ・ヌードルマン (Nana Noodleman)
ヒツジの老婆。エディの祖母。エディ曰く90歳を超えており、周囲にも度々存命を驚かれる。かつては大物舞台女優として活躍しており、バスターが劇場支配人を志すきっかけとなる。現在は、広大な豪邸で孤独に暮らしている。
バスターの必死の訴えに1度は耳を貸すも、劇場の崩壊に巻き込まれたことで激怒して愛想をつかしてしまう。その後、バスターが改めて主催した野外コンサートに足を運んでおり、その素晴らしさを認め、劇場の跡地を買い取って再建に協力した。
ミス・クローリー (Miss. Crawly)
200歳のイグアナの老婆。劇場で事務員を務めるが、右目の義眼が外れるたびにトラブルを起こす。この作品の物語の発端となったトラブルを引き起こした張本人でもある(内容のチェックをしなかったバスターの落ち度でもあるが)。
ビッグ・ダディ (Big Daddy)
ギャング団を率いるジョニーの父。ギャング団は全員、白ウサギの覆面を被って行動する。窓の格子を引っ張って外す怪力を、刑務所で披露する。また警察から逃げながら劇場へ向かう中で、車からビルへ飛び移るなど高い身体能力を見せている。
肝心の作戦中に現場から離れたことで作戦失敗の原因を作った息子に激怒し面会に来た彼に絶縁を言い渡すが、房内のテレビで息子が弾き語りをする姿を見て感極まり、牢破りをしてコンサート会場に駆けつけ、息子と和解した。
グンター (Gunter)
ブタの男性。オーディションではレディー・ガガの「バッド・ロマンス」を披露するも落選したが、バスターによりロジータのペアを任される。明るく、パートナーであるロジータを励まし続ける男気もあり、ピチピチのレオタード姿での踊りにはキレがある。
ランス (Lance)
アッシュの彼氏であるヤマアラシの男性。アッシュとバンドを組んでおり、自らが曲を書きリードボーカルを務めている。
アッシュだけが合格したことですれ違いが生じ、ベティと浮気してしまう。未練はあったらしく、ベティがくだらないと言ってテレビを切った後、こっそりつけ直してアッシュのパフォーマンスの様子を見守っている。
ミーナの祖父 (Meena's Grandfather)
ミーナが歌で活躍できる日を願っているゾウの老爺。ミーナがコンテストで歌えなかったことを知ると、オーディションのやり直しを求めるよう忠告する。孫の才能を認めそれを活かして欲しいという思いが根底にあるものの、強い思いが行き過ぎる余り、高圧的な態度が目に付く。
ノーマン (Norman)
ロジータの夫。仕事は多忙なのか育児はロジータに任せており、彼女への愛や労いの言葉も社交辞令と化している。
ミーナの母 (Meena's Mother)
ミーナのあがり症を庇うゾウの女性。ミーナがオーディションに合格したと勘違いし、家族の誰よりも喜ぶ。
ジュディス (Judith)
リャマの女性。銀行員であり、バスターに貸付金の返済を迫る。
ミーナの祖母 (Meena's Grandmother)
ミーナのコンテスト合格を願っているゾウの老婆。
スタン (Stan)
ギャング団の一員であるゴリラの男性。作戦失敗により共に投獄されてしまう。
ボス熊 (Boss Bear)
熊のごろつきのボスである熊の男性。マイクとカジノで対決するが、イカサマを見破り仲間と共にマイクを追いかける。
ベティ (Betty)
ランスの浮気相手で、ヤマアラシの女性。ランスと一緒にタンバリンを弾いていたところをアッシュに目撃され、浮気が発覚してランス共々追い出される。
コンサートの様子をテレビでランスと共に見ていたが、くだらないと一蹴してテレビの電源を消して立ち去る。
言語版でのキャラクター名はベッキー（Becky）だが、日本公開日がタレントのベッキーの不倫騒動直後であったため変更された。
ナンシー (Nancy)
白ネズミの女性。カジノでマイクと出会い、当初こそつれなく接するが、マイクが大金をキャッシュして悠然と振舞うようになったことで気をよくして付き合い始める。
マイクのいかさまがバレてクマのゴロツキに追われた際に置いてきぼりにされてしまうが、愛想をつかしたりはせず、野外ショーに出場したマイクが追手に気づかれて再び追われる身となった時は車で救援に駆けつける。
リッキー 、ハウィー、カイ (Ricki, Howie, Kai)
オーディションに合格したカエルの3人組。リハーサル中に仲違いを起こし参加を取りやめる。
ウサギ3人組 (Three Rabbits)
オーディションに参加していた白が1人、茶色（明るい茶色とこげ茶色）が2人のウサギの女性3人組。ニッキー・ミナージュの「アナコンダ」を披露する。その後公演を見に来ており、ミーナの歌に合わせて踊っていた。
ダニエル (Daniel)
オーディションに参加したキリンの青年。ジョニーと同じソロ部門のオーディションを受けていた。当初は合格していたが、首が長いせいで合格の声が聞こえず、埒が明かないとバスターは合格を取り消しジョニーが繰り上げで合格になった。
リチャード (Richard)
オーディションに参加していたバイソン。クレイジー・タウンの「バタフライ」を披露する。結果発表に緊張して放屁が止まらず、足元にいたレイを踏んでしまう。
ワニ (Crocodile)
オーディション参加者。ロボットダンスが得意でデジタル・アンダーグラウンドの「ハンプティ・ダンス」を披露した。
レイ (Ray)
オーディションに参加していたカタツムリ。リチャードに踏まれてしまうが謝るリチャードの手によって外へ連れ出された。その後、回復したようでリチャードと共に公演を見に来ている姿が確認できる。
キップ・ケイシー (Kip Casey)
眼鏡をかけ、オレンジがかった茶色の毛のネコの男性。リハーサルで崩壊した劇場前からニュースレポートをする。
キューティーズ (The Q-Teez)
日本から来た女性レッサーパンダ5人のユニット。ボーカロイドのような声で話す。英語が通じないためにオーディションに落ちた事が分からなかったらしく、劇場へ練習しに通い詰めていた。カエル3人組など脱落者が出た際にバスターが出演を交渉するが、「才能がある」 (talented)と日本語で言おうとしたら「あなたたちすごく臭いよ足の爪　非常に見て臭い」となってしまったため、怒って出て行った。日本語吹き替え版ではバスターが英語で「セクシー」と言った事で怒っている。いつもきゃりーぱみゅぱみゅの曲をラジカセから流して歌っている。バスターの片言の日本語およびキューティーズが喋るシーンは日本語版以外の言語でも唯一の日本語として使用されている。

## キャスト
| 役名               | 原語版声優                                                                                | 日本語吹き替え                                                        |
| ------------------ | ----------------------------------------------------------------------------------------- | --------------------------------------------------------------------- |
| バスター・ムーン   | マシュー・マコノヒー                                                                      | 内村光良                                                              |
| ロジータ           | リース・ウィザースプーン                                                                  | 坂本真綾                                                              |
| マイク             | セス・マクファーレン                                                                      | 山寺宏一                                                              |
| アッシュ           | スカーレット・ヨハンソン                                                                  | 長澤まさみ                                                            |
| エディ             | ジョン・C・ライリー                                                                       | 宮野真守                                                              |
| ジョニー           | タロン・エガートン                                                                        | 大橋卓弥                                                              |
| ミーナ             | トリー・ケリー                                                                            | MISIA                                                                 |
| ナナ・ヌードルマン | ジェニファー・ソーンダース ジェニファー・ハドソン（歌）                                   | 大地真央                                                              |
| ミス・クローリー   | ガース・ジェニングス                                                                      | 田中真弓                                                              |
| ビッグ・ダディ     | ピーター・セラフィノウィッツ                                                              | 石塚運昇                                                              |
| グンター           | ニック・クロール                                                                          | 斎藤司                                                                |
| ランス             | ベック・ベネット                                                                          | 谷山紀章                                                              |
| ミーナの祖父       | ジェイ・ファロー                                                                          | 手塚秀彰                                                              |
| ノーマン           | ニック・オファーマン                                                                      | 奈良徹                                                                |
| ミーナの母         | レスリー・ジョーンズ                                                                      | くじら                                                                |
| ジュディス         | リー・パールマン                                                                          | 鷄冠井美智子                                                          |
| ミーナの祖母       | ラレイン・ニューマン                                                                      | 巴菁子                                                                |
| スタン             | アダム・バックストン                                                                      | 最上嗣生                                                              |
| ボス熊             | ジム・カミングス                                                                          | 三宅健太                                                              |
| ベティ             | タラ・ストロング                                                                          | 水樹奈々                                                              |
| ナンシー           | タラ・ストロング                                                                          |                                                                       |
| リッキー           | 不明                                                                                      | 木村昴                                                                |
| ハウィー           | 不明                                                                                      | 村瀬歩                                                                |
| カイ               | 不明                                                                                      | 柿原徹也                                                              |
| ウサギのトリオ     | キャサリン・カヴァディーニ ジェシカ・ラウ（歌） ジェシカ・ロッター（歌） サラ・マン（歌） | 重本ことり 佐倉綾音 辻美優                                            |
| ダニエル           | ウェス・アンダーソン                                                                      | 河口恭吾                                                              |
| リチャード         | 不明                                                                                      | MC☆ニガリa.k.a赤い稲妻                                                |
| ワニ               | 不明                                                                                      | Rude-α                                                                |
| ボブ               | ビル・ファーマー                                                                          |                                                                       |
| 給仕長             | カルロス・アラズラキ                                                                      | 中博史                                                                |
| 雄牛の支店長       | ネルソン・ベアト                                                                          | 最上嗣生                                                              |
| バブーン           | ブラッド・モリス                                                                          | 矢部雅史                                                              |
| ハリー             | タウンゼンド・コールマン                                                                  | 藤原貴弘                                                              |
| エディのママ       | ラレイン・ニューマン                                                                      | 長谷川暖                                                              |
| その他             | N/A                                                                                       | 竹本健一 MARU 金魚わかな 岩崎諒太 丸山ナオミ 村上裕哉 大隈健太 畠中祐 |

吹き替えは特別な許可を得て、日本のみ歌唱部分も含めた“全編吹き替え”で制作された。

## 製作

### 企画
イルミネーションの創設者兼CEOであるクリス・メレダンドリはこれまで、主に短編アニメーション作品でキャリアをスタートさせた映画監督と組むことが多かった。イルミネーションの長編映画作品のために実写映画を多く担当する監督とタッグを組んだのは、本作が初めてとなる。メレダンドリはガース・ジェニングスが監督を務めた映画『リトル・ランボーズ』に惚れ込み、その繊細な感性に感心した。ジェニングスは、豊富なミュージック・ビデオの制作経験を通して、ビジュアル作品における音楽の力に対するユニークな視点と深い理解を培っていた。
メレダンドリはイギリスを訪れた際、ジェニングスと会い、動物だけが住む世界での歌唱コンテストについてのアイデアを伝えたところ、彼も乗り気になり、監督と脚本を務めることになった。ガースは好きな映画の中から、登場人物が歌で彩られている『ザ・コミットメンツ』のようなタイトルを挙げていった。そして、多くのキャラクターが夢のために奮闘する過程を強力なツールである音楽を通じて描かれた。部門別に作業が進められ、脚本の後すぐにキャラクター設計に入った。ガースは、プロダクション・デザインとキャラクター・デザインを務めたエリック・ギヨンと共に、作品の舞台を「美しいと同時に入り込める世界」になるよう目指した。カリフォルニアを意識し、サンフランシスコとロサンゼルスを混ぜ、加えてマイアミ風の色合いで仕上げをした。

### キャラクター
動物たちは基本的に人間の風刺的な姿にした。キャラクターを見て「こういう人っている」と思わせるためだ。キャラクターは小さい動物から巨大な動物までが揃い、全員が共存している特別な世界となった。その中でもバスターのキャラクター作りを進めていくうちに、強い意志を持って不可能を可能にする挑戦に打って出るストーリーにインスパイアされるようになった。ロジータは、ファッションデザイナーであるガースの妻がモデルとなっており、インスピレーションを得るために夕食の様子を撮影していたという。マイクは、ガースの「才能にあふれてはいるが、不愉快なキャラクター」を描きたいという思いから誕生した。観客がマイクを嫌うことは予想できたが、製作陣からは変更の指示は出なかったという。ミーナをゾウにした理由として、あがり症のキャラクターは一番大きな動物であるべきだと考えたからだとしている。

### 音楽
本作の特徴の1つとしてとして、作り手の音楽への愛を心置きなく表現できることを挙げている。最近のポップスから往年の名曲まで音楽であふれかえっており、60曲以上が登場する。ジェニングスにとって、音楽を通してストーリーを語ることが可能となり、幅広い音楽を用いられることに大きな魅力を感じていた。観客に、全てのキャラクターのストーリーに関心を抱いてもらうことが重要であり、各々のキャラクターの物語を音楽と融合させることで可能となった。
交差する多様な人生物語と、本作の楽曲が扱わなければならない多くの物語がゆえに、物語の軸となるのはバスターであることが必須であった。また、バスターが危機に瀕しているのにもかかわらず、音楽はそれでもなお楽天的なバスターの精神に見合うような幸福感と遊び心に満ちたものでなければならなかった。ファレル・ウィリアムスによる『怪盗グルーのミニオン危機一発』の挿入歌「ハッピー」のように、イルミネーションが委託する新曲のオリジナル楽曲は、映画以外のところでもヒットした。その流れに沿い、スティーヴィー・ワンダーとアリアナ・グランデのコラボレーションによるオリジナル楽曲「フェイス」が完成した。多数のグラミー賞受賞者である音楽プロデューサーのライアン・テダーとベニー・ブランコによってプロデュースされたこのエンディング楽曲は、「決して諦めないこと」について歌っている。テダーは楽曲の趣旨について「アリアナの声域の広さとスティーヴィーの歌声で本作のメッセージをより明確に観客が掴める曲に仕上がった」と話している。

ジェニングス、音楽チーム、プロデューサーによって重要だったのは、新たなサウンドや音楽スタイルを映画の一部として観客に体験してもらうことだった。具体的な目標として、若者はこれまで聴いたことがなかった楽曲に触れ、大人は過去の楽曲に酔いしれ、同時に今日のヒット曲に触れることを挙げている。メレダンドリは語る。
| 「                    | 音楽とビジュアルが融合すると、よりパワフルで感情に訴えるものとなる。全てのディテールにこだわり、監督のガースとアニメーション・チームはキャラクターの感情を最大限に引き出すことができた。同様に、音楽チームもやってのけた。関係者全員でストーリーとキャラクターを改めて見つめ、各々の楽曲が持つ意味や効果を定めていった。全てのシーンにおいて、音楽は心を揺さぶるだろう。 | 」 |
| —クリス・メレダンドリ | |    |

作曲者のジョビィ・タルボットは多彩なトーンやジャンルを融合させたスコアを製作した。本人曰く「ジェニングスと共にどうしたらオリジナル・スコアが全キャラクターの物語を語ることができるのか長時間かけて話し合い、各々のキャラクターごとに独特のサウンドを使って物語を明確にして展開を押し進めていこうという結論に至った」という。

### キャスティング
本作のキャスティングには、セリフを流暢に発するのと同じくらい、歌を上手に歌いこなせるキャストを揃えることが必須だった。どの出演者も、自分のキャラクターを自分のものにする独自の方法を見出した。
バスター・ムーン役にはマシュー・マコノヒーが選ばれた。シリアスなドラマからコメディーまで幅広い役を演じてき彼は、自分のキャラクターを生かすために、バスターの楽観主義が周囲に伝染するほど強くならなければならないことをすぐに悟り、大いに親しみやすく、共感できるバスターを作り上げる術を持っていたとジェニングスは言う。ロジータ役には、リース・ウィザースプーンが選ばれた。メレダンドリは、ロジータを生き生きとさせる内なる彼女の強い意志を称賛した。マイク役には、セス・マクファーレンが選ばれた。ヒーリーは、中身が豊かな彼のメロディーを朗々と歌い上げる才能を称賛した。ジョニー役には、タロン・エジャトンが選ばれた。彼の歌声を最初に聴いた映画製作者らは驚嘆し、メレダンドリは、観客が魅了されることを容易に想像できたと語った。ミーナ役には、映画初出演となるトリー・ケリーが選ばれ、新米歌手なら誰もが経験する不安を彼女なら理解できると製作者らは信じていた。エディ役には、ジョン・C・ライリーが選ばれた。彼の声のパフォーマンスにはジェニングスも感心しており、ライリーが発した多くのアドリブやアイデアは全て使用された。
ミス・クローリーは、監督と脚本も担当しているジェニングス本人が務めた。製作当初、簡素なアニメーションを製作し、おおよそで声も入れる。その後、スタッフで分担して仮の音声を録音する。当時、ミス・クローリーはガースが担当した。声優を決めるときは、イメージを見ながら、候補の役者が出演した映画の適当なシーンの音声を聞く。候補は大勢いたが、誰にも言わずガースの声を流したところ、聞きなれた声だからか、ガースのものが選ばれた。

## 封切り
2016年9月11日にトロント国際映画祭で、ほぼ完成形の作品として上映された。その後、12月3日にマイクロソフトシアターでプレミア上映され、12月21日にアメリカで公開された。日本では2017年3月17日より公開された。

### サウンドトラック
本作のサウンドトラックがアメリカで2016年12月21日、日本で2017年3月15日売発された。

### 映像ソフト
本作の映像ソフトが、アメリカでは2017年3月21日にBlu-ray、Blu-ray 3D、Ultra HD Blu-ray、DVDで、日本では同年8月2日に4K ULTRA HD＋Blu-rayセット、ブルーレイ＋DVDセット、ブルーレイ＋DVD＋ボーナスCDセットぬいぐるみ付きスペシャルパックで発売された。特典映像として3本のミニ・ムービーが収録された。

#### ミニ・ムービー

##### グンターの子守
グンターの子守（英: Gunter Babysits）は、2017年に『SING/シング』のDVDに収録されたミニ・ムービーである。
あらすじ
グンターは、ロジータとノーマンが留守の間に子供たちの子守を買って出た。グンターは、自分は世界一のベビーシッターだと言い切っていたが、ロジータはグンターの性格のこともあり、心配していた。ロジータは外出後もグンターの携帯電話へ連絡を取るが、その着信音で子供の1人がお菓子を食べようと起きてしまう。お菓子を懇願する子供に1つだけ与えようとするが、その拍子にお菓子のボックスを落としてしまい、子供たち全員が目を覚ましてしまう。お菓子を目の前にした子供たちは、お菓子を食べることに夢中で暴れまわってしまう。グンターは必死に子供たちを制止しようとするが、ロールキャンディで体を縛られてしまう。キャンディをかみちぎり、携帯電話でロジータに報告するのかと思いきや、ノリノリのダンスミュージックを流す。子供たちは夢中になって踊ったため、次第に疲れて眠ってしまう。ロジータが返ってくる21時に近づいてきたため、毛布にまとめて子供たちを抱え1匹1匹ベッドに入れていく。何とかノーマンとロジータの帰宅に間に合ったが、子供の1人だけシーリングファンに乗っていることに気づかず、グンターの上に落ちてきてしまった。
登場人物
- ロジータ
- グンター
- ノーマン
- 子豚たち

スタッフ
- 監督: エイドリアン・ボーザキアン、エリック・ファベラ
- 製作: クリス・メレダンドリ、ジャネット・ヒーリー
- 脚本: テッド・トラベルステッド
- 原案: エリック・ファベラ

- 音楽: マイケル・ガット
- 編集: ジミー・サンドバル

製作
本作では、エイドリアン・ボーザキアンとエリック・ファベラが共同監督を務めた。エリックは、普段は絵コンテの仕事をしていたが、今回のミニ・ムービーで全体的な映画製作に関わることとなった。2人は子を持つ親としての、子供はお菓子の置き場所を覚えていることや、親が子供にキャンディを強請られ渡してしまうこと、それらの解決策として気をそらすことなど、創意工夫こそが求められる子育ての経験談を織り交ぜている。また、エイドリアンはパリ在住で、アメリカ在住のエリックとは離れて製作に携わった。

##### ひと目惚れの恋
ひと目惚れの恋（英: Love at First Sight）は、2017年に『SING/シング』のDVDに収録されたミニ・ムービーである。
あらすじ
ジョニーの弾くピアノの音色に、ミス・クローリーは若い頃の恋を思い出していた。ミス・クローリーは年老いた現在になって恋愛に対して奥手になっていたが、ジョニーは恋をするのに年は関係ないと言い、出会い系サービス「しわくちゃロマンス」の登録を勧める。登録してすぐに多数の相手候補が見つかり、ミス・クローリーはすぐさま準備を始める。連日デートを重ねるが、映画鑑賞の度に自分を縛りつけるヘビ、食事代を払わないヒツジ、フラメンコが好きなスイギュウなど、自分に合わない相手ばかりにミス・クローリーは落ち込んでしまう。その時、誤って電柱にぶつかり、自身の義眼を落としてしまう。義眼を追いかけていると、近くの車に乗っていたワニに一目惚れしてしまうが、それは片目だけで見ていた幻で、本当はカメレオンだとすぐ気づく。彼は親切で義眼を拾い、共に月光浴を楽しむ。
登場人物
- ミス・クローリー
- ジョニー
- ハーマン

スタッフ
- 監督: ベンジャミン・レ・スタル、マット・ニューロン
- 製作: クリス・メレダンドリ、ジャネット・ヒーリー
- 脚本: テッド・トラベルステッド
- 原案: アンドリュー・ウォルトン
- 音楽: デーブ・ボルト
- 編集: アンドリュー・ウォルトン

製作
脇役を扱うことが多いミニ・ムービーで、今回はミス・クローリーが取り上げられた。本作では、ベンジャミン・レ・スタルが共同監督を務めた。もう1人の共同監督であるマット・ニーロンはパリ在住で、Skype上で製作を行い、面識がないという。本作で1番困難だったのが出会いのシーンだった。さりげない演出が好まれ、ミス・クローリーが簡単に「愛してる」と言う展開は避けられた。

##### エディのライフコーチ
エディのライフコーチ（英: Eddie's Life Coach）は、2017年に『SING/シング』のDVDに収録されたミニ・ムービーである。
あらすじ
エディは自宅に引きこもり、テレビゲームに夢中になっていたが、立ちくらみのせいで誤ってリモコンを踏んでしまい、ゲイリーのCMを見ることになる。ゲイリーは、特性ヘッドフォンを用いたライフコーチを行っており、1週間で人生を「負け組」から「勝ち組」にするという。エディは馬鹿にするが、母親が勝手に申し込んでしまったために、ヘッドホンが家に届いてしまった。ライフコーチを終えなければ家を追い出すと母親から脅されたエディは、無理やりヘッドホンを装着し、言われたとおりに生活した。人生の「勝ち組」になったと思われたが、ライフコーチの卒業に当たり追加料金が請求される。腹を立てたエディはゲイリーの自宅へ抗議に向かうが、ゲイリー本人もが自宅で引きこもる生活を送っていた。以前のエディと気が合う2人はともにテレビゲームを楽しみ、再び自宅で引きこもる生活を送るのだった。
出演者
- エディ
- ゲイリー・ウィッシュマン
- エディの母親（声のみ）
- ゲイリーの母親（声のみ）

スタッフ
- 監督: ガイ=ローレン・ホムジー、スコット・モシャ―
- 製作: クリス・メレダンドリ、ジャネット・ヒーリー
- 脚本: テッド・トラベルステッド
- 音楽: マイケル・ガット
- 編集: ジミー・サンドバル

製作
本作では、共同監督を務めたガイ=ローレン・ホムジーとスコット・モシャ―が自身に似て、怠け者でゲーム好きなエディが主役に選ばれた。作中でゲイリーはエディと正反対の性格のように見えるが、監督たちもお互いを同じように見ていたという。

### アトラクション
2019年4月18日、本作をテーマにしたアトラクションがユニバーサル・スタジオ・ジャパンにオープンした。

### 続編
本作の公開から1ヵ月後、ユニバーサルとイルミネーションは、脚本・監督のジェニングス、プロデューサーのメレダンドリ、ヒーリー、そしてオリジナルキャストが続投する続編の計画を発表した。当初は2020年12月25日に公開予定だったが、『クルードさんちのあたらしい冒険』の公開に合わせ、2021年7月2日に延期された。公開日は2021年12月22日にさらに延期され、『ミニオンズ フィーバー』は2022年7月1日に公開されることになった。

## 作品の評価

### 興行成績
アメリカとカナダで2億7,030万ドル、その他の地域で3億6,380万ドル、製作予算7,500万ドルに対して、合計6億3,410万ドルの興行収入を記録した。Deadline.comが純利益を計算したところ、製作費と映画の収益を合わせると1億9,420万ドルとなり、2016年の公開では7番目に利益が出ているという。
北米では『パッセンジャー』『アサシン クリード』と並んで公開され、公開から6日間で4,022館から約7,000万ドルの興行収入が見込まれていた。初週末で3,520万ドル（6日間合計7,550万ドル）の興行収入を記録し、興行収入では2週目の『ローグ・ワン/スター・ウォーズ・ストーリー』に次いで2位となった。2週目の週末には21％増の4,290万ドルで2位をキープし、3週目には2,080万ドルで3位を記録した。『マイ・ビッグ・ファット・ウェディング』（2002年、2億4,140万ドル）を抜いて、北米の興行成績で最高興行収入作品の記録を保持している。
日本公開では、2017年3月18日から3月19日の土日2日間で動員42万2,000人、興収5億4,600万円を記録し、映画動員ランキングの1位を記録した。4月1日から4月2日、4月8日から4月9日の土日2日間も引き続きで4週連続1位、累計で動員400万人、興収49億円を突破した。最終的な興行収入は51.1億円となった。

### 映画批評家によるレビュー
Rotten Tomatoesでは、182のレビューに基づいて72％の支持率を得ており、平均評価は6.49/10となっている。同サイトのコメントでは、「Singは、確かな声優陣と心温まるストーリーで、色鮮やかなアニメーションと陽気で見応えのあるエンターテイメントを提供している」としている。Metacriticでは、37人の批評家に基づいて100点満点中59点の平均点をつけている。CinemaScoreで投票された観客は、この映画にA+からFまでの平均評点「A」をつけた。
USAトゥデイのブライアン・トゥイット氏は、この映画に4つ星のうち3つ半を与え、「喋る動物のヒット作が多い1年の中で、『Sing』はそれほど強い数字ではない。それは特に考えさせられるような話ではないかもしれないが、確かに心を揺さぶる物語である。」と書いている。ロサンゼルス・タイムズのレビューでは、ケイティ・ウォルシュが「本当に面白い瞬間があり、素晴らしい曲を兼ね備えたキュートな映画」と本作を呼んでいる。アリゾナ・リパブリックのビル・グッディコンツは、この映画のレビューで、「Singは良い曲があちこちにあるアルバムのようなものだが、あまりにもフィラーが多く、ヒット曲が少ない」と述べている。トロント国際映画祭で上映された本作をレビューしたイギリスのウェブサイトHeyUGuysのステファン・ペイプは、「全くオリジナルではない形式に沿っていることを早くから認識していたが、それにとらわれずに続けている」と述べ、2/5の評価を与えた。同映画祭で本作を観たバラエティのピーター・デブルジュは、サブプロットに「深い人生の教訓」があるとは感じなかったものの、ジェニングスの演出、キャストの声の演技、そしてこの映画の愚かさを総合的に称賛している。

### 受賞歴
| 賞                         | 式典日         | カテゴリー                         | 受賞者                                                                                    | 結果       | 脚注          |
| -------------------------- | -------------- | ---------------------------------- | ----------------------------------------------------------------------------------------- | ---------- | ------------- |
| ハリウッドメディア音楽賞   | 2016年11月17日 | 最優秀歌唱アニメ映画賞             | 「フェイス」 - ライアン・テダー、スティーヴィー・ワンダー、フランシス・アンド・ザ・ライツ | ノミネート | [ 54 ] [ 55 ] |
| ハリウッドメディア音楽賞   | 2016年11月17日 | 最優秀サウンドトラック賞           | シング – オリジナル・サウンドトラック                                                     | ノミネート | [ 54 ] [ 55 ] |
| ハリウッドメディア音楽賞   | 2016年11月17日 | 最優秀音楽監督 - 映画              | ジョジョ・ビジャヌエバ                                                                    | 受賞       | [ 54 ] [ 55 ] |
| ゴールデングローブ賞       | 2017年1月8日   | アニメ映画賞                       | SING/シング                                                                               | ノミネート | [ 56 ]        |
| ゴールデングローブ賞       | 2017年1月8日   | 主題歌賞                           | 「フェイス」 - ライアン・テダー、スティーヴィー・ワンダー、フランシス・アンド・ザ・ライツ | ノミネート | [ 56 ]        |
| アニー賞                   | 2017年2月4日   | 長編作品音楽賞                     | ジョビー・タルボット                                                                      | ノミネート | [ 57 ]        |
| AARP大人のための映画賞     | 2017年2月6日   | 大人になりきれない人のための作品賞 | SING/シング                                                                               | ノミネート | [ 58 ]        |
| キッズ・チョイス・アワード | 2017年3月11日  | フェイバリットアニメーション映画賞 | SING/シング                                                                               | ノミネート | [ 59 ]        |
| キッズ・チョイス・アワード | 2017年3月11日  | アニメーション映画声優賞           | リース・ウィザースプーン                                                                  | ノミネート | [ 59 ]        |
| キッズ・チョイス・アワード | 2017年3月11日  | モスト・ウォンテッド・ペット賞     | リース・ウィザースプーン                                                                  | ノミネート | [ 59 ]        |
| キッズ・チョイス・アワード | 2017年3月11日  | フェイバリットサウンドトラック賞   | SING/シング                                                                               | ノミネート | [ 59 ]        |
| サターン賞                 | 2017年6月28日  | アニメ映画賞                       | SING/シング                                                                               | ノミネート | [ 60 ]        |

## テレビ放映
| 回数 | 放送局     | 放送枠           | 放送形態       | 放送日        | 放送時間      | 放送分数 | 平均世帯 視聴率 | 備考         |
| ---- | ---------- | ---------------- | -------------- | ------------- | ------------- | -------- | --------------- | ------------ |
| 1    | フジテレビ | 土曜プレミアム   | 本編ノーカット | 2019年3月16日 | 21:00 - 23:10 | 130分    | 9.0%            | 地上波初放送 |
| 2    | フジテレビ | 土曜プレミアム   | 本編ノーカット | 2022年3月12日 | 21:00 - 23:10 | 130分    | 6.9%            |              |
| 3    | 日本テレビ | 金曜ロードショー | （なし）       | 2024年2月23日 | 21:00 - 22:54 | 114分    |                 |              |